# The Cave (jogo eletrônico)
The Cave é um jogo de aventura e quebra-cabeça desenvolvido pela Double Fine Productions e publicado pela Sega em janeiro de 2013 nas lojas PlayStation Network, Nintendo eShop e Xbox Live Arcade através do PlayStation 3, Wii U e Xbox 360. consoles e no Steam para Microsoft Windows, OS X e Linux. Posteriormente, foi lançado em 3 de outubro de 2013 em dispositivos iOS e Android. Em 2 de dezembro de 2013 também foi lançado no Ouya. O jogo foi retirado das lojas de console em 2 de abril de 2018, tornando-o exclusivo do Steam até 2023.
O jogo foi criado por Ron Gilbert, baseado em uma ideia que ele tem há quase vinte anos sobre uma caverna que atrai as pessoas para explorar seus traços de personalidade mais sombrios. O jogo é classificado como “adolescente” por sangue e violência. O jogo empresta conceitos de seu jogo anterior de 1987, Maniac Mansion, como o jogador inicialmente selecionando três personagens diferentes de um elenco de sete para explorar a Caverna. Muitos dos quebra-cabeças do jogo exigem que os três personagens trabalhem em coordenação para serem concluídos, enquanto alguns quebra-cabeças são específicos para as habilidades únicas de um personagem; desta forma, a Caverna só pode ser totalmente explorada através de múltiplas jogadas.

## Jogabilidade
A história do The Cave é baseada em uma caverna mágica falante (dublada por Stephen Stanton) com um conjunto labiríntico de túneis dentro dela. Sete personagens, vindos do tempo e do espaço e guardando segredos obscuros, vieram para a Caverna, acreditando que podem "aprender algo sobre si mesmos e sobre quem podem se tornar", como afirma Gilbert. Em um exemplo, um personagem cavaleiro vai até uma princesa em busca de seu amuleto, que é a chave para desbloquear o puxão da espada, que lhe diz para trazer o tesouro que o dragão está guardando. O cavaleiro então consegue, mas se esquece de fechar o portão da cova do dragão, fazendo com que o dragão coma a princesa e cuspa o amuleto. O cavaleiro então vai até o rei com o amuleto e pode puxar a espada, o que era impossível no início devido às muitas pedras abaixo dela - no entanto, nossos personagens o superam explodindo-a com dinamite. Ele então puxa a espada e o rei "fugiu para parabenizar sua filha favorita", mas também foi comido pelo dragão. No início do jogo, o jogador seleciona três dos sete personagens, aos quais fica bloqueado pelo resto do jogo; os jogadores podem reiniciar um novo jogo para selecionar um trio diferente de personagens. Os personagens são baseados em figuras estereotipadas, como um caipira, um par de gêmeos (agindo como um só personagem) e um cientista.[carece de fontes?]

O personagem cavaleiro de The Cave, no controle da máquina de garras gigante. Os jogadores veem com quais objetos eles podem interagir por meio do texto na tela, como a legenda "Alavancas e afins".

À medida que o jogador controla o trio para explorar a Caverna, ele coleta objetos e interage com o ambiente de maneira semelhante a um jogo de aventura. A exploração do jogo é baseada em elementos plataforma 2D, embora o jogo seja apresentado com gráficos 3D. A exploração é descrita como sendo do tipo "Metroidvania", onde mais túneis e câmaras da Caverna se tornam acessíveis à medida que os jogadores coletam objetos de maneira semelhante a Metroid ou Castlevania. O jogador precisará trabalhar com todos os três personagens, normalmente alternando entre eles para ativar várias partes de um quebra-cabeça; um exemplo mostrado nas primeiras demonstrações para a imprensa foi usar um personagem para tocar uma campainha para distrair um monstro, um segundo personagem para consertar uma máquina de venda automática de cachorro-quente para fornecer isca e um terceiro para operar uma máquina de garras gigante para que pegue o monstro para limpar seu caminho. Cada personagem tem uma habilidade única para auxiliar nas manobras nos túneis da caverna, deixando algumas áreas inacessíveis se os personagens apropriados não forem escolhidos no início; por exemplo, o aventureiro é capaz de se balançar através de aberturas com uma corda, enquanto o viajante do tempo pode mudar de fase em uma curta distância, passando por portões fechados. Além disso, algumas áreas da Caverna são acessíveis apenas a um dos personagens específicos; como o cavaleiro que encontra um castelo ou o cientista que descobre um laboratório; essas áreas representam os desejos profundos e os aspectos sombrios de um personagem que o atraiu para a Caverna em primeiro lugar. Embora existam perigos que podem matar um personagem, o personagem reaparece logo depois nas proximidades, permitindo ao jogador tentar novamente o movimento. Ao longo do jogo haverá iconografias para cada um dos três personagens, dos quais o jogador precisará se aproximar para ativar; elas fornecem uma das várias imagens estáticas que revelam a história de fundo do personagem.[carece de fontes?]
O jogo é principalmente para um jogador, mas até três jogadores podem participar cooperativamente no mesmo computador ou console, cada um controlando um dos três personagens selecionados.

## Desenvolvimento
Ron Gilbert trabalha com jogos de aventura desde seus dias na LucasArts, incluindo diversas colaborações com Tim Schafer e Dave Grossman; juntos, eles desenvolveram jogos como Maniac Mansion, sua sequência Day of the Tentacle e os primeiros jogos da série Monkey Island. LGilbert deixou a LucasArts em 1992, inicialmente criando seu próprio estúdio de desenvolvimento Humongous Entertainment, mas depois passando para outros jogos, incluindo a contribuição para a série episódica da Telltale Games', Tales of Monkey Island baseada na a série da LucasArts. Enquanto isso, Schafer permaneceria na LucasArts até a queda do mercado de jogos de aventura no final da década de 1990, e criou seu próprio estúdio, Double Fine Productions, com vários dos ex-desenvolvedores da LucasArts. Embora a Double Fine tenha lutado com títulos bem recebidos, mas financeiramente malsucedidos Psychonauts e Brütal Legend, obteve sucesso na comercialização de quatro jogos menores desenvolvidos durante um período de "Quinzena de Amnésia" no desenvolvimento de Brütal Legend entre 2010 e 2011.
Gilbert afirmou que a ideia de The Cave já existe há muito tempo; ele disse, sobre sua ideia: "As pessoas têm segredos realmente obscuros, e entrar em uma caverna que é realmente escura e profunda... essa metáfora realmente ressoou em mim". Ainda na LucasArts, Gilbert desenhou partes de um complexo labiríntico de cavernas no papel, mas a ideia nunca foi além disso naquele momento. Antes de Gilbert trabalhar na Double Fine, ele e Schafer continuaram a discutir ideias e desenvolvimento de jogos; Gilbert mencionou a ideia da caverna, o que levou Schafer a sugerir que ele trabalhasse em sua empresa para desenvolver a ideia. Em setembro de 2010, Gilbert fazia parte oficialmente da Double Fine para trabalhar em The Cave; na época, Gilbert afirmou que o título ainda nomeado era "um conceito inteiramente novo" e que "os fãs desses antigos jogos de aventura vão gostar". O momento de maior desenvolvimento de The Cave coincidiu com o ressurgimento de jogos de aventura, como os produzidos pela Telltale Games, e o sucesso do Double Fine Adventure Kickstarter. Gilbert também considerou que com os jogos casuais se tornando mais populares e aceitáveis, o mercado pode lidar com jogos de nicho, como jogos de aventura, que não exigem reflexos rápidos. Apesar do potencial de mercado, Gilbert descobriu que lançar o jogo para os editores ainda era um desafio, pois eles não percebiam que existiria um mercado para tais jogos. Ao apresentar o jogo aos editores pela primeira vez em sua carreira, Gilbert teve que se afastar do design de formato livre que havia usado em títulos anteriores e estabelecer planos para o jogo como um todo, que ele encontrou como um beneficiar; a necessidade de apresentar informações a editores em potencial exigia que ele pensasse no jogo como um todo, ao mesmo tempo que permitia que elementos menores fossem adicionados posteriormente, conforme considerassem adequado.
O desenvolvimento da jogabilidade da caverna foi baseado em três fatores definidores na mente de Gilbert: fazer com que o jogador selecionasse três entre vários personagens para explorar a caverna, oferecer um elemento de plataforma "leve" para oferecer outros desafios fora dos quebra-cabeças e evitar o uso de um sistema de inventário. A Maniac Mansion anterior de Gilbert o influenciou a revisitar o conceito de ter vários personagens jogáveis entre os quais o jogador pode alternar. Gilbert observou que em Maniac Mansion, vários personagens têm uso mínimo dentro do jogo, e procurou corrigir isso em The Cave, dando peso igual a cada um dos sete personagens jogáveis. Gilbert reconheceu que com sete personagens o jogador precisaria jogar três vezes para ver todo o conteúdo específico dos personagens do jogo, mas sentiu que esse ainda era um bom número para usar. Ele reconheceu que em Maniac Mansion, os jogadores tenderiam a gravitar em torno ou longe de certos personagens, e podem sempre querer jogar com um personagem específico no jogo. Gilbert manteve a mesma contagem em The Cave por este motivo. Embora outros aspectos da Maniac Mansion possam ter influenciado outras decisões de design dentro do The Cave, Gilbert considerou que é menos provável que tenham sido decisões conscientes de sua parte. A estrutura de The Cave dentro do jogo foi projetada para dar a cada personagem uma grande área única para explorar, evitando o cenário em que "você joga novamente e 95 por cento é o mesmo".
Embora o jogo seja parte de plataforma, a intenção de Gilbert não era tornar a travessia da Caverna um desafio, observando que é quase impossível morrer por errar um salto. Em vez disso, os elementos de plataforma foram adicionados para adicionar variedade à movimentação pela Caverna, lembrando que no desenvolvimento dos jogos Monkey Island, os jogadores ficariam entediados ao caminhar pela mesma área repetidamente. O objetivo de Gilbert para os quebra-cabeças do jogo era mantê-los menos exigentes para permitir que a história e o visual do jogo fossem o foco principal da atenção do jogador, comparando isso com métodos semelhantes usados no jogo Limbo. Gilbert não queria penalizar os jogadores por mortes baratas ou permanentes de personagens, sentindo que a abordagem de morte e reaparecimento seria considerada "um pequeno revés".
Da mesma forma, para reduzir a complexidade do jogo, ele não incluiu um sistema de inventário típico como acontece com a maioria dos jogos de aventura; cada personagem pode carregar um único objeto, que é mostrado sendo carregado na tela, auxiliando como auxílio visual para a resolução de quebra-cabeças, em vez de ter que passar por várias telas de inventário. Gilbert queria que o jogo pudesse ser jogado por várias pessoas, contando sua experiência juvenil de jogar Colossal Cave Adventure baseado em texto com vários de seus amigos, trabalhando juntos para resolver quebra-cabeças. Da mesma forma, Gilbert levou em consideração que seus jogos mais antigos foram projetados para um público diferente, onde os desenvolvedores "precisavam fornecer 40 horas de jogo, porque esse era o padrão", enquanto os jogadores "queriam bater a cabeça na tela por dias a fio". "para resolver quebra-cabeças comparativamente difíceis; em vez disso, The Cave foi projetado para ser "mais indulgente" e "mais complacente" com o público moderno.
Gilbert comparou o desenvolvimento do mundo, dos personagens e dos quebra-cabeças semelhantes aos de seus jogos de aventura anteriores da LucasArts. Por exemplo, Gilbert identificou a mansão como a "gênese" do resto da Maniac Mansion; de maneira semelhante, a equipe de The Cave primeiro criou os arredores da Caverna, levando ao desenvolvimento de personagens que provavelmente habitariam ou visitariam o The Cave, concretizando seus papéis individuais em uma história maior e, eventualmente, no design de elementos-chave do quebra-cabeça para o jogo. Gilbert começou com mais ideias para personagens jogáveis, até 20 ou 30 com base em estereótipos comuns, incluindo um cantor de ópera e um agente da CIA, mas descartou-os quando não conseguiu concretizar as razões para quererem ir para a Caverna e manter outros. que ele considerava seus favoritos. Gilbert também procurou fornecer um número igual de personagens de cada gênero, utilizando os gêmeos – um menino e uma menina – para satisfazer esse requisito.
The Cav é um personagem senciente no jogo, seguindo a ideia de Gilbert de que a Caverna testemunhou toda a evolução humana ao longo do tempo e o fascínio da humanidade pelas cavernas e, portanto, seria um personagem interessante dentro da história. Isso tornou a escrita da história um desafio, já que a Caverna atua como narradora ao lado de outros personagens não-jogadores dublados, mas os principais personagens jogáveis permanecerão em silêncio. Isso também permitiu que Gilbert mantivesse um senso de mistério sobre os personagens jogáveis; se eles tivessem sido dublados, o diálogo provavelmente teria explicado explicitamente suas razões para estarem na Caverna, enquanto seus objetivos finais permaneceriam ocultos se eles estivessem em silêncio. Um estilo de arte cartoon, com os personagens tendo cabeças maiores que o normal e movimentos mais exagerados, foi escolhido para permitir que os personagens ainda se expressassem de uma maneira que pudesse ser facilmente vista pelo jogador.
Dois meses após o lançamento de The Cave, Gilbert anunciou que estava deixando a Double Fine depois de começar a completar o jogo que queria, e que era hora de "seguir em frente" e "traçar meu próximo passo". A saída foi totalmente amigável com a empresa, segundo Gilbert. Gilbert esclareceu ainda que seu emprego na Double Fine sempre foi especificamente para desenvolver The Cave, sem planos firmes além disso; novos esforços de colaboração com a Double Fine continuam a ser uma possibilidade no futuro. Ele afirmou que se considera um “nômade” no desenvolvimento de jogos, preferindo times menores, e já estava trabalhando com um ex-colaborador de Deathspank em um novo jogo para celular.

### Liberar
O trabalho no jogo estava progredindo há cerca de um ano na Double Fine antes do anúncio do jogo; Gilbert afirmou que os seis meses anteriores a esse período a partir de quando foi contratado para o estúdio foram usados para começar a desenvolver as ideias para eles, com um trabalho mais sério de uma equipe maior começando quando identificaram a Sega como sua editora.
À medida que o anúncio completo do jogo se aproximava, Gilbert usou seu blog para divulgar partes da arte do jogo feita em colaboração com a equipe de arte da Double Fine. Mais tarde, a Double Fine registraria o nome "The Cave", afirmando que isso não estava relacionado ao jogo Double Fine Adventure que foi financiado através do Kickstarter. Pouco antes de seu anúncio, Gilbert forneceu mais obras de arte que alguns notaram que se encaixavam perfeitamente em uma imagem publicada pela Sega em seu blog, sugerindo que o projeto seria publicado por este último. O jogo foi formalmente anunciado como The Cave em 24 de maio de 2012, com a Sega como editora da Double Fine para o título para download. Schafer participou como diretor criativo do título. A Sega optou por publicar o título como parte de seu crescimento em títulos para download; Hakuri Satomi, vice-presidente de negócios digitais da Sega, destacou a originalidade do jogo e valorizou a experiência e a criatividade de Gilbert e da equipe Double Fine. O jogo foi inicialmente definido para lançamento nos consoles Microsoft Windows, PlayStation 3, Wii U e Xbox 360, mas Gilbert afirmou que estão procurando uma versão iOS e outras plataformas baseadas em toque, embora ainda não tenham se comprometido; especificamente, eles encontraram uma limitação técnica no iOS que pode impedi-los de trazer o jogo para lá. Double Fine anunciou que também desenvolverá uma versão para o console Ouya baseado em Android.
Tecnicamente, o jogo está sendo desenvolvido com a plataforma Microsoft Windows como núcleo, já que Gilbert não queria que esta versão parecesse uma porta de console; Gilbert também atesta que ele é “principalmente um jogador [de computador pessoal]” e queria permanecer fiel à plataforma. Os usuários do Windows que pré-encomendaram o título no Steam também obtiveram itens temáticos para Team Fortress 2 baseados na roupa do personagem caipira. A versão para Mac OS X foi anunciada junto com a data de lançamento, com usuários de Windows e Mac OS X podendo aproveitar as vantagens do Steam Play para usar o título em qualquer sistema operacional. As versões para outras plataformas serão virtualmente idênticas entre si, com Gilbert afirmando que eles “trabalharam muito para garantir que visualmente tudo o que você está vendo seja idêntico” entre as versões de console. A versão Wii U usará o Wii U GamePad como um dispositivo de seleção de personagens, bem como para mudar o foco para o personagem na tela, mas por outro lado não adicionará novos recursos.
A partir do IOS 11 The Cave não será mais compatível e não estará disponível para compra na app store.
Em 2023, os direitos do jogo foram revertidos para Double Fine Productions e Xbox Game Studios e o jogo foi lançado para Xbox Game Pass e GOG.com em 18 de julho de 2023.

## Recepção
The Cave recebeu críticas mistas. Site de análise agregada Metacritic deu a versão de Xbox 360 70/100, a versão de PlayStation 3 72/100, a versão para PC 68/100, e a versão Wii U 72/100.